# 南晟祐 (放送人)
南 晟祐（ナム・ソンウ、朝鮮語: 남성우、1949年11月20日 - ）は、大韓民国の韓国放送公社 (KBS) 前 所属の。

## 学歴
- 光州第一高等學校（朝鮮語版）
- 高麗大学校 新聞放送学科 学士

## 経歴
- KBS 審議し評価室 室長
- KBS 企画制作局 局長
- KBS 光復60周年プロジェクトチーム チーム長
- KBS 編成本部 本部長 (2004年 8月 〜 2008年 9月)